# プレドラグ・ストヤコヴィッチ
プレドラグ・ストヤコヴィッチ（Predrag "Peja" Stojaković、セルビア語: Предраг "Пеђа" Стојаковић、ギリシャ語: Πρέντρακ Στογιάκοβιτς, ラテン文字転写: Predrak Stoyiakovits、1977年7月9日 - ）はセルビアの元バスケットボール選手である。現クロアチア（当時ユーゴスラビア）のポジェガ出身。ポジションはスモールフォワード。NBAでの登録名（ファーストネーム）は、彼の愛称から「Peja（ペジャ）」。日本でもペジャ・ストヤコヴィッチの名前で親しまれている。

## 経歴

### NBA以前
ユーゴスラビア紛争の間、家族でベオグラードに避難した過去を持つ。ちなみにベオグラードはバスケットボールの盛んな街で、プロチームも存在する。1993年、ストヤコビッチが16歳の時に、よりバスケットボールの環境に優れたギリシャに移住。テッサロニキに移り、16歳の若さにしてギリシャ・リーグのPAOK BCと契約した。また同年、ギリシャの市民権も得ている。
1996年のNBAドラフトによりサクラメント・キングスから1巡目（全体14位）指名を受けるが、1998-99シーズンの前にキングスと契約するまで、PAOK BCでのプレーを続けた。

### NBA
1998-99シーズンのNBAデビューから2シーズンは、主にベンチからの出場が続いた。

2000年のシドニー五輪にユーゴスラビア代表として出場。
2000-01シーズンになると先発に抜擢。平均得点、平均リバウンド、3Pシュート成功数など、各カテゴリにおいて成績は急上昇し、次第にキングスにとって欠かせない存在に成長した。その年のMIP（最も成長した選手）の受賞こそ逃したものの、トレイシー・マグレディに次ぐ第2位だった。2001年、トルコで開催されたバスケットボール欧州選手権にユーゴスラビア代表として出場し、優勝を果たした。2001-02シーズンは初めてNBAオールスターゲームに出場するなど、更なる飛躍のシーズンになった。成績の上昇は著しく、特にシュート成功率は48.4%を記録するなど、NBA屈指のシューターとして、その地位を確固たるものにした。またチームもプレーオフのカンファレンスファイナルに進出。ストヤコビッチの貢献は非常に大きいものがあった。
2002年にはアメリカ合衆国のインディアナ州インディアナポリスで開催されたバスケットボール世界選手権に出場。強豪アメリカを破るなど、ヨーロッパ選手権に引き続いて優勝した。2002-03シーズンもストヤコビッチはオールスターゲームに出場。本戦の前日に行われる3Pシュートコンテストでは2年連続優勝を果たした。続く2シーズン、2004-05シーズンまで、ストヤコヴィッチはキングスの中心選手として活躍。しかしながらチーム成績は年々下降を辿り、キングスはメンバーの再編が迫られることになった。
2005-06シーズンは開幕から不調が続き、波に乗れない状態が続いていた。キングスは彼の放出を決断し、ロン・アーテストとのトレードで、シーズン途中にインディアナ・ペイサーズに移籍した。移籍後、ペイサーズのチーム平均得点は上昇。自身も輝きを取り戻し、チームもプレーオフに進出した。しかしニュージャージー・ネッツ相手に1回戦敗退を喫し、ストヤコヴィッチはそのままフリーエージェントとなって去就が注目されることになった。当初は残留（再契約）を望んでいたものの、結局、長期契約でニューオーリンズ・ホーネッツへの移籍が決定した。
2006年、日本で開催されたバスケットボール世界選手権ではセルビア・モンテネグロ代表としての出場が見込まれていたが、チームが若い世代への再編時期だということもあり、辞退を申し出た。2006-07シーズンは怪我の影響で開幕からわずか13試合出場しただけに留まった。
2010年11月､ジャレット・ジャックらとの交換トレードで､トロント・ラプターズへ移籍。その後､バイアウトされ､ダラス・マーベリックスと契約。カンファレンス準決勝のロサンゼルス・レイカーズとの対戦では、全4試合で平均出場時間25.3分、平均得点12.5点を記録してレイカーズをスイープしたが、ファイナルのマイアミ・ヒート戦では出場時間を大幅に減らし、僅か3試合の出場で平均出場時間は8.7分、平均得点は0.7点に終わるが、初の優勝を果たした。
2011年12月19日、現役引退を表明した。
2014年9月16日、サクラメント・キングスは、ストヤコヴィッチが着けていた背番号「16」を、永久欠番にすると発表した。
2014年12月16日のオクラホマシティ・サンダー戦のハーフタイム中に、ストヤコヴィッチの背番号「16」を永久欠番に認定するセレモニーが、スリーブ・トレイン・アリーナ（旧名：アルコ・アリーナ）で執り行われた。

## 個人成績

### NBA

#### レギュラーシーズン
| シーズン     | チーム       | GP  | GS  | MPG  | FG%  | 3P%  | FT%   | RPG | APG | SPG | BPG | PPG  |
| ------------ | ------------ | --- | --- | ---- | ---- | ---- | ----- | --- | --- | --- | --- | ---- |
| 1998–99      | SAC          | 48  | 1   | 21.4 | .378 | .320 | .851  | 3.0 | 1.5 | .9  | .1  | 8.4  |
| 1999–00      | SAC          | 74  | 11  | 23.6 | .448 | .375 | .882  | 3.7 | 1.4 | .7  | .1  | 11.9 |
| 2000–01      | SAC          | 75  | 75  | 38.7 | .470 | .400 | .856  | 5.8 | 2.2 | 1.2 | .2  | 20.4 |
| 2001–02      | SAC          | 71  | 71  | 37.3 | .484 | .416 | .876  | 5.3 | 2.5 | 1.1 | .2  | 21.2 |
| 2002–03      | SAC          | 72  | 72  | 34.0 | .481 | .382 | .875  | 5.5 | 2.0 | 1.0 | .1  | 19.2 |
| 2003–04      | SAC          | 81  | 81  | 40.3 | .480 | .433 | .927* | 6.3 | 2.1 | 1.3 | .2  | 24.2 |
| 2004–05      | SAC          | 66  | 66  | 38.4 | .444 | .402 | .920  | 4.3 | 2.1 | 1.2 | .2  | 20.1 |
| 2005–06      | SAC          | 31  | 31  | 37.0 | .403 | .397 | .933  | 5.3 | 2.2 | .6  | .1  | 16.5 |
| 2005–06      | IND          | 40  | 40  | 36.4 | .461 | .404 | .903  | 6.3 | 1.7 | .7  | .2  | 19.5 |
| 2006–07      | NOH          | 13  | 13  | 32.7 | .423 | .405 | .816  | 4.2 | .8  | .6  | .3  | 17.8 |
| 2007–08      | NOH          | 77  | 77  | 35.2 | .440 | .441 | .929* | 4.3 | 1.2 | .7  | .1  | 16.4 |
| 2008–09      | NOH          | 61  | 59  | 34.2 | .399 | .378 | .894  | 4.3 | 1.2 | .9  | .0  | 13.3 |
| 2009–10      | NOH          | 62  | 55  | 31.4 | .404 | .375 | .897  | 3.7 | 1.5 | .8  | .1  | 12.6 |
| 2010–11      | NOH          | 6   | 0   | 14.8 | .424 | .440 | .857  | 1.0 | 1.0 | .3  | .0  | 7.5  |
| 2010–11      | TOR          | 2   | 0   | 11.0 | .700 | .667 | 1.000 | 1.5 | .5  | .0  | .0  | 10.0 |
| 2010–11      | DAL          | 25  | 13  | 20.2 | .429 | .400 | .938  | 2.6 | .9  | .4  | .1  | 8.6  |
| 通算         | 通算         | 804 | 665 | 33.5 | .450 | .401 | .895  | 4.7 | 1.8 | .9  | .1  | 17.0 |
| オールスター | オールスター | 3   | 0   | 14.9 | .364 | .385 | ---   | 2.0 | 1.0 | .3  | .0  | 7.0  |

#### プレーオフ
| シーズン | チーム | GP | GS | MPG  | FG%  | 3P%  | FT%   | RPG | APG | SPG | BPG | PPG  |
| -------- | ------ | -- | -- | ---- | ---- | ---- | ----- | --- | --- | --- | --- | ---- |
| 1999     | SAC    | 5  | 0  | 21.6 | .346 | .214 | 1.000 | 3.8 | .4  | .6  | .0  | 4.8  |
| 2000     | SAC    | 5  | 0  | 25.8 | .400 | .462 | .667  | 3.4 | .6  | .8  | .0  | 8.8  |
| 2001     | SAC    | 8  | 8  | 38.4 | .406 | .346 | .968  | 6.4 | .4  | .6  | .4  | 21.6 |
| 2002     | SAC    | 10 | 7  | 33.8 | .376 | .271 | .897  | 6.3 | 1.0 | .5  | .0  | 14.8 |
| 2003     | SAC    | 12 | 12 | 40.5 | .480 | .457 | .850  | 6.9 | 2.5 | .8  | .4  | 23.1 |
| 2004     | SAC    | 12 | 12 | 43.1 | .384 | .315 | .897  | 7.0 | 1.5 | 1.8 | .3  | 17.5 |
| 2005     | SAC    | 5  | 5  | 40.6 | .470 | .367 | .955  | 5.2 | 1.4 | .8  | .2  | 22.0 |
| 2006     | IND    | 2  | 2  | 25.5 | .444 | .000 | .857  | 4.5 | 2.0 | .5  | .5  | 11.0 |
| 2008     | NOH    | 12 | 12 | 37.9 | .436 | .549 | .926  | 5.4 | .5  | .5  | .1  | 14.1 |
| 2009     | NOH    | 5  | 5  | 32.4 | .367 | .308 | .923  | 2.8 | .4  | .8  | .2  | 11.2 |
| 2011     | DAL    | 19 | 0  | 18.4 | .408 | .377 | .778  | 1.7 | .4  | .6  | .1  | 7.1  |
| 通算     | 通算   | 95 | 63 | 32.7 | .418 | .376 | .900  | 4.9 | 1.0 | .8  | .2  | 14.4 |

## プレイスタイル
ポジションはスモールフォワードだが、NBA屈指のシューターとして知られる。長いキャリアにおいて成功率4割を誇るヨーロッパ仕込みの3Pシュートは最強の武器である。2007-08シーズンにはリーグ2位の231本もの3ポイントシュートを成功させた。またフリースローの正確さは正に驚異的で、キャリアを通じても9割近い数字を残している。さらに208cmという長身を生かしてリバウンドなどディフェンス面でも活躍した。

## その他
- 妻はギリシャ人ファッションモデルのアレカ・カミラ（Aleka Kamila）[5][6]。2人の子供がいる。
- フリースロー成功率（.895）は2024年時点でNBA歴代5位。3Pシュート成功数（1760本）は2024年時点でNBA歴代29位。